# Biflustra okadai
Biflustra okadai is een mosdiertjessoort uit de familie van de Membraniporidae. De wetenschappelijke naam van de soort is voor het eerst geldig gepubliceerd in 2017 door Almeida, Souza & Vieira.